# Colibrí emplomallat de Linden
El colibrí emplomallat de Linden (Oxypogon lindenii) és una espècie d'ocell de la família dels troquílids (Trochilidae) que habita zones arbustives de muntanya al nord-oest de Veneçuela.